# Muhammad Ghowri

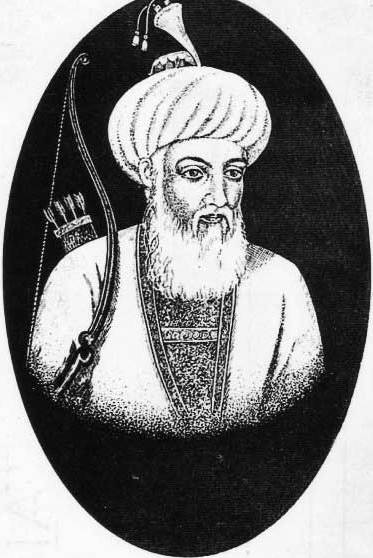
Muhammad Ghori, afbeelding uit een hedendaags Afghaans schoolboek.

Shahabuddin Muhammad Ghowri (Perzisch: سلطان شہاب الدین محمد غوری; Ghowr, ± 1150 - Sohawa, 15 maart 1206) was sultan van het Ghowridenrijk in hedendaags Iran en Afghanistan. Hij veroverde in het oosten gebieden in het huidige Pakistan en het noorden van India. Hoewel na de dood van Muhammad Ghowri zijn rijk uiteen viel, vormden zijn veroveringen het begin van zes eeuwen van islamitisch bestuur in het noorden van India en de verspreiding van de islam in het gebied.

## Levensloop
De Gowriden hadden zich in 1151 onafhankelijk gemaakt van het Ghaznavidenrijk. De vader van Muhammad Ghowri bestuurde echter slechts de omgeving van Ghowr (tegenwoordig in centraal Afghanistan). Muhammad Ghowri was aanvankelijk de belangrijkste generaal van zijn oudere broer, de sultan Giyasuddin Ghowri. Hij veroverde in 1173 de belangrijke stad Ghazni op de Turkse Oğuzen, die Ghazni een paar decennia eerder op de Ghaznaviden hadden veroverd. Vanuit Ghazni organiseerde Muhammad Ghowri veldtochten naar de Punjab, gebied dat in handen was van de Ghaznaviden. In 1175 vielen Multan en de vesting Uch in zijn handen. In 1179 trok hij Gujarat binnen, maar werd daar verslagen door de lokale Rajputheerser.
In 1181 vielen Peshawar en Sialkot in zijn handen. Met de verovering van Lahore in 1187 maakte hij een definitief einde aan de macht van de Ghaznaviden, door de laatste sultan gevangen te nemen. Daarop liet Muhammad Ghowri de militaire campagnes in India over aan zijn rechterhand, de slaaf-generaal Qutbuddin Aibak. Het Ghowridenrijk grensde nu zowel in het zuiden als oosten direct aan gebied bestuurd door hindoeïstische Rajputs.

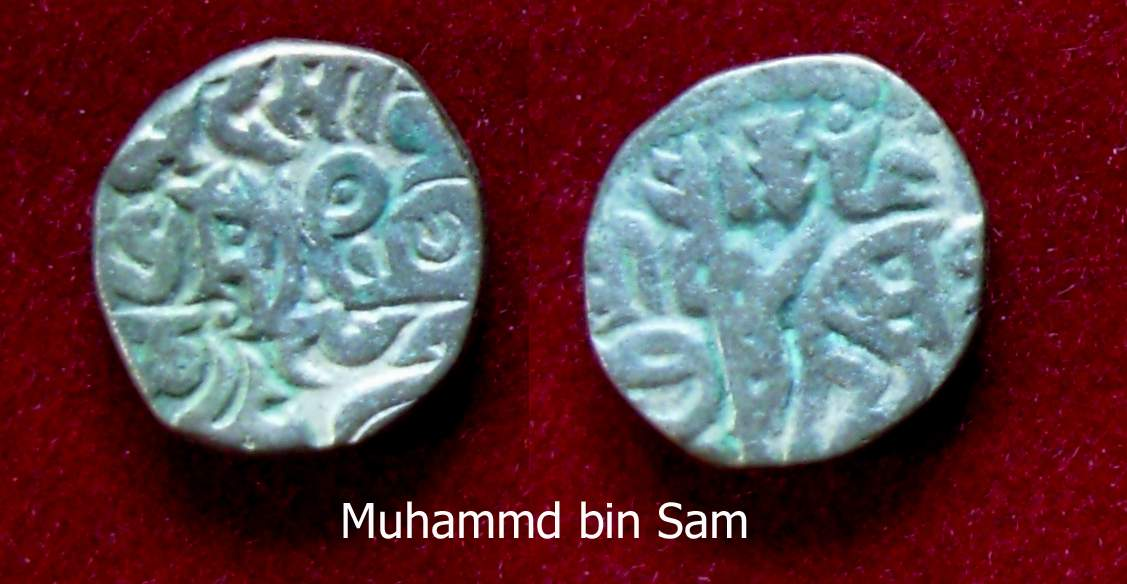
Zilveren munt van Muhammad Ghowri

Deze sloten een verbond tegen de Ghowriden onder leiding van de radja van Delhi en Ajmer, Prithviraj Chauhan. In de twee Slagen bij Tarain (1191 en 1192) stond Qutbuddin Aibak tegenover legers van de Rajputconfederatie. Hoewel hij verslagen werd in de eerste slag, wist hij te ontkomen en in Ghazni een nieuw leger op de been te brengen. Het volgende jaar keerde hij terug en volgde een tweede veldslag op dezelfde plek. Ditmaal werden de Rajputs verslagen, met als gevolg dat de westelijke Indus-Gangesvlakte in handen van de Gowriden kwam. In 1193 vielen Delhi en Ajmer in Muhammad Ghowri's handen. Ayodhya werd geplunderd en Qutbuddins veldtochten reikten tot in Bengalen. Qutbuddin viel ook Gujarat opnieuw binnen. De hoofdstad Anhilwara werd in 1197 geplunderd maar de Ghowriden slaagden er niet in het gebied blijvend in handen te houden.
Een andere generaal van de Ghowriden, Muhammad Khilji, trok ver Bengalen binnen, waar hij in 1204 de Senaheerser Lakshman Sena versloeg. Na onderwerping en plundering werden de verslagen radja's meestal aangesteld als vazallen en werd het bestuur weer aan hen gelaten. De Gowriden waren tevreden als er jaarlijks een schatting geleverd werd.
Na de dood van zijn broer werd Muhammad Ghowri in 1202 zelf sultan. Hij voerde oorlog met de Khwarazmiden, die in het westen Iran en het westen van Afghanistan beheersten. In 1206 werd hij vermoord op de terugweg van een bezoek aan Lahore. Omdat hij geen mannelijke nakomelingen had was er geen troonopvolger en viel het rijk uiteen in afzonderlijke delen. Het grootste was het Sultanaat van Delhi, waar Qutbuddin Aibak sultan werd.